# 地球大好き!大冒険!
『地球大好き!大冒険!』（ちきゅうだいすき だいぼうけん）は、テレビ朝日系列局ほかで放送されていた朝日放送製作のドキュメンタリー番組である。MIKI HOUSEの一社提供。テレビ朝日系列局では1986年4月13日から1987年12月20日まで、毎週日曜 19:00 - 19:30 （日本標準時）に放送。

## 概要
動物をテーマにしたドキュメンタリー番組で、山本コウタローとアグネス・チャンが司会を、古谷徹がナレーターを務めていた。番組のマスコット犬としてピレネー種のスノーウィがおり、スノーウィ視点で自然界を紹介するコーナーもあった。
スポンサーのMIKI HOUSEは、本番組の終了後も『地球キャッチミー』（『新・地球キャッチミー』への改題前）までこの枠のスポンサーを務めていた。

## ネット局
| 放送対象地域  | 放送局           | 放送当時の系列                | ネット形態 |
| ------------- | ---------------- | ----------------------------- | ---------- |
| 近畿広域圏    | 朝日放送         | テレビ朝日系列                | 製作局     |
| 関東広域圏    | テレビ朝日       | テレビ朝日系列                | 同時ネット |
| 北海道        | 北海道テレビ     | テレビ朝日系列                | 同時ネット |
| 宮城県        | 東日本放送       | テレビ朝日系列                | 同時ネット |
| 山形県        | 山形放送         | 日本テレビ系列 テレビ朝日系列 | 同時ネット |
| 福島県        | 福島放送         | テレビ朝日系列                | 同時ネット |
| 新潟県        | 新潟テレビ21     | テレビ朝日系列                | 同時ネット |
| 静岡県        | 静岡朝日テレビ   | テレビ朝日系列                | 同時ネット |
| 石川県        | 石川テレビ       | フジテレビ系列                | 遅れネット |
| 中京広域圏    | 名古屋テレビ     | テレビ朝日系列                | 同時ネット |
| 広島県        | 広島ホームテレビ | テレビ朝日系列                | 同時ネット |
| 香川県 岡山県 | 瀬戸内海放送     | テレビ朝日系列                | 同時ネット |
| 福岡県        | 九州朝日放送     | テレビ朝日系列                | 同時ネット |
| 長崎県        | 長崎放送         | TBS系列                       | 遅れネット |
| 鹿児島県      | 鹿児島放送       | テレビ朝日系列                | 同時ネット |

| 朝日放送製作・テレビ朝日系列 日曜19:00枠 【本番組からMIKI HOUSE一社提供枠】 | 朝日放送製作・テレビ朝日系列 日曜19:00枠 【本番組からMIKI HOUSE一社提供枠】 | 朝日放送製作・テレビ朝日系列 日曜19:00枠 【本番組からMIKI HOUSE一社提供枠】 |
| 前番組                                                                      | 番組名                                                                      | 次番組                                                                      |
| --------------------------------------------------------------------------- | --------------------------------------------------------------------------- | --------------------------------------------------------------------------- |
| 世界一周双六ゲーム （1983年3月6日 - 1986年3月30日）                         | 地球大好き!大冒険! （1986年4月13日 - 1987年12月20日）                       | 地球は僕らの宝島 （1988年1月10日 - 1990年1月21日）                          |